# (1393) Sofala
(1393) Sofala est un astéroïde de la ceinture principale.

## Description
(1393) Sofala est un astéroïde de la ceinture principale. Il fut découvert le 25 mai 1936 à Johannesbourg par Cyril V. Jackson. Il présente une orbite caractérisée par un demi-grand axe de 2,43 UA, une excentricité de 0,11 et une inclinaison de 5,8° par rapport à l'écliptique.

## Compléments